# Internationaler Flughafen Williston Basin

i7
i11
i13
Der Williston Basin International Airport (IATA-Code: XWA, ICAO-Code: KXWA) ist ein öffentlicher Flughafen, 17 km nordwestlich von Williston im Williams County, North Dakota in den Vereinigten Staaten.

## Flughafendaten
Er hat zwei Betonpisten: eine mit 2287 m Länge und 46 m Breite und eine mit 1372 m Länge und 23 m Breite. Die Fläche des Flughafens beträgt 647 ha. Die Seehöhe beträgt 717 m.

## Geschichte
Der Flughafen wurde am 9. Oktober 2019 eröffnet und löste den Sloulin Field International Airport (ISN) ab, der im Oktober desselben Jahres geschlossen wurde. United Airlines war mit einem Flug von Denver die erste Fluggesellschaft, die auf dem Flughafen landete.

## Flugbetrieb
Im Jahre 2022 wurden 66,287 Passagiere befördert. Im selben Jahr fanden 42.295 Flugbewegungen statt, davon 6.533 lokale Bewegungen, 29.646 Zwischenlandungen, 2.020 Air-Taxi-Flüge, 4,046 Frachtflüge und 50 militärische Flüge. In diesem Jahr waren hier 32 einmotorige und 25 zweimotorige Flugzeuge sowie 2 Hubschrauber stationiert.
Die wichtigsten Fluggesellschaften für den Flughafen sind Delta Air Lines, Sun Country Airlines und United Airlines.